# Morancez
Morancez – miejscowość i gmina we Francji, w Regionie Centralnym, w departamencie Eure-et-Loir.
Według danych na rok 1990 gminę zamieszkiwały 1692 osoby, a gęstość zaludnienia wynosiła 237 osób/km² (wśród 1842 gmin Regionu Centralnego Morancez plasuje się na 235. miejscu pod względem liczby ludności, natomiast pod względem powierzchni na miejscu 1281.).